# Stanisław Marian Zajączkowski
Stanisław Marian Zajączkowski (ur. 7 lipca 1931 we Lwowie, zm. 22 lutego 2014) – polski historyk, specjalizujący się w historii Polski średniowiecznej.
Profesor Zajączkowski opisywał dzieje osadnictwa średniowiecznego i lokacji na prawie niemieckim na obszarze Polski Środkowej (ziemie łęczycka i sieradzka) oraz historię wojskowości polskiej. Autor ponad 100 prac, aktywny członek Polskiego Towarzystwa Historycznego. Wieloletni kierownik Zakładu Historii Polski Średniowiecznej i Nauk Pomocniczych Historii, a następnie Katedry Historii Polski Średniowiecznej Uniwersytetu Łódzkiego.
Syn Stanisława Franciszka Zajączkowskiego i Marii z Kramerów. W latach 1932–1945 mieszkał w Wilnie, gdzie uczył się w szkole OO. Jezuitów, szkołach publicznych i prywatnie. W 1945 roku w wyniku wygnania Polaków z ziem wschodnich rodzina przeniosła się do Łodzi. W 1950 r. uzyskał maturę w I Państwowym Liceum i Gimnazjum im. Mikołaja Kopernika w Łodzi. Podjął studia na Wydziale Humanistycznym Uniwersytetu Łódzkiego. W 1953 roku ukończył studia I stopnia w zakresie bibliotekarstwa, a w roku 1955 uzyskał tytuł magistra historii. Od 1962 roku doktor nauk historycznych, habilitował się siedem lat później. Tytuł profesora nadzwyczajnego otrzymał w roku 1989, a zwyczajnego w 1990. Od 2001 roku był na emeryturze.

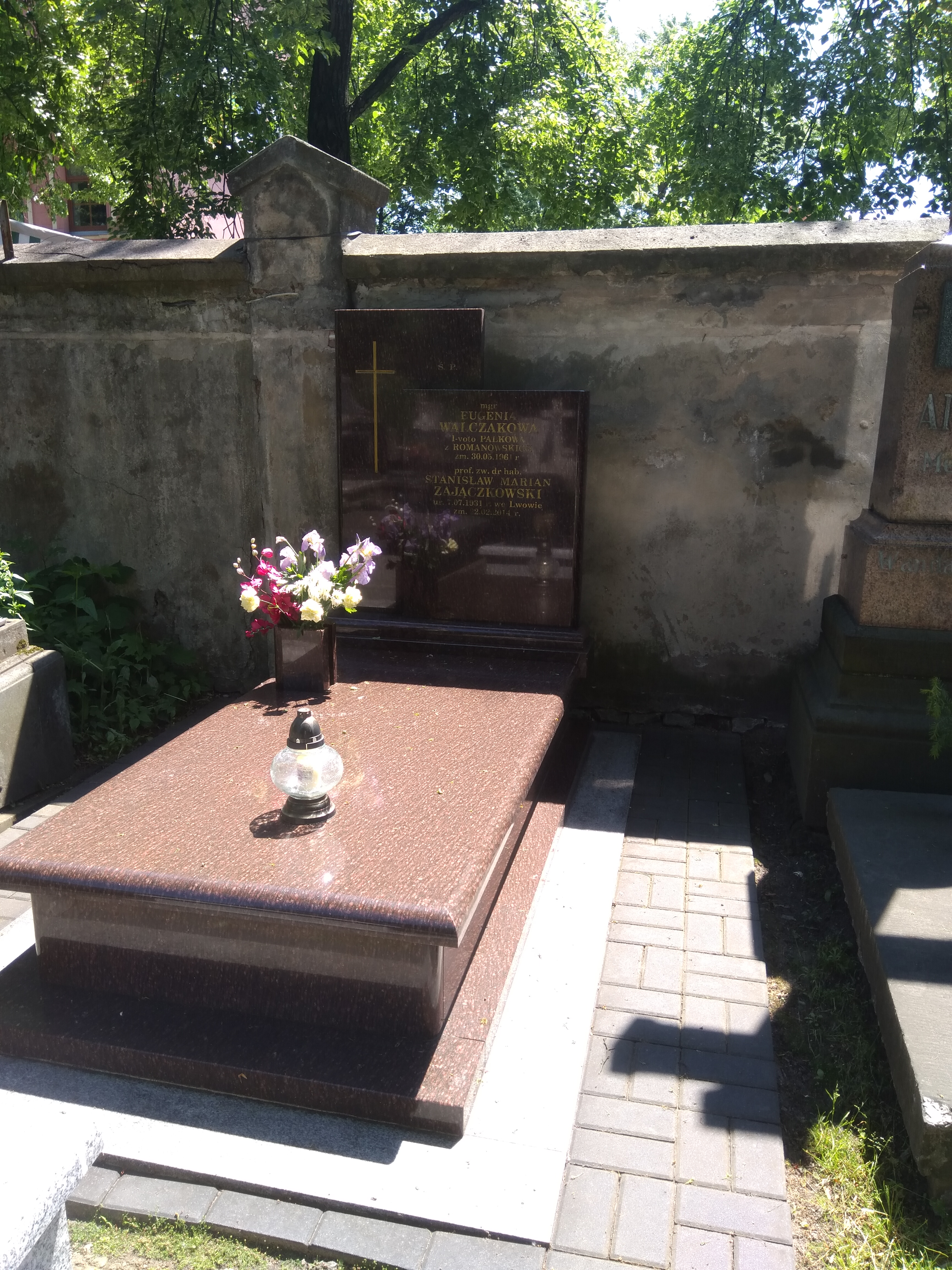
Grób profesora Stanisława Zajączkowskiego na Starym Cmentarzu w Łodzi

## Prace (wybór)
- Powiat orłowski do lat siedemdziesiątych XVI wieku, Łódź 1996.
- Kształtowanie się osadnictwa na terenie współczesnej Wielkiej Łodzi do końca XVI stulecia, "Rocznik Łódzki", t. 47, 2000.
- Uwagi nad dziejami dóbr łaznowskich i niesułkowskich biskupstwa włocławskiego do końca XVI wieku, Łódź 2000.
- Lokacje osad wiejskich na obszarze przedrozbiorowego powiatu łęczyckiego do lat siedemdziesiątych XVI wieku, Łódź 2003.

## Odznaczenia
- Złoty Krzyż Zasługi (1976)
- Krzyż Kawalerski Orderu Odrodzenia Polski (1986)